# تبوک (قله کوه)
تبوک (قله کوه)
 تبوک  نام قلعه بلند و استواری بود که در نوار مرزی کشور سوریه کنار چشمه آبی ساخته شده بود. 
سوریه در زمان صدر اسلام از حکومت‌های وابسته به روم شرقی بود و مرزنشینان شام، همگی مسیحی بودند. تمام فرمانداران مناطق مرزی زیر نظر حاکم شام بودند و او نیز مستقیماً زیر نظر امپراتور روم بود. 
سقوط حکومت مکه و فتح آن در سال هشتم هجری توسط مسلمانان، امپراتوری روم را به فکر حمله علیه مسلمانان انداخت و به همین جهت سپاه بزرگی را در نوار مرزی شام مستقر کرد. 
وقتی خبر این توطئه به پیامبر رسید، پیامبر تصمیم به مقابله گرفت؛ و این در شرایطی بود که مدینه و مناطق پیرامون آن تقریباً دچار قحطی شده بودند. پیامبر برای تقویت روحیه مسلمانان فراخوان عمومی داد و مسلمانان اطراف مدینه و مکه را نیز به جهاد دعوت کرد. به دنبال دعوت پیامبر، ۳۰ هزار نفر اعلام آمادگی کردند و در لشگرگاه مدینه که نامش ثنیة الوداع بود، جمع شدند. از این تعداد ۱۰ هزار نفر سواره نظام و ۲۰ هزار پیاده بود. مقداری از هزینه نبرد با گردآوری زکات تأمین شد و قرار شد طبق امر پیامبر هر قبیله‌ای برای خود پرچمی انتخاب کند.